# Ивановка (Базарно-Карабулакский район)
 Ивановка — село в Базарно-Карабулакском районе Саратовской области в составе сельского поселения Алексеевское муниципальное образование.

## География
Находится на расстоянии примерно 16 километров по прямой на юго-запад от районного центра поселка Базарный Карабулак.

## История
Официальная дата основания села 1822 год. По другим данным было основано в 1720-х годах крестьянами-переселенцами из Пензенской губернии. Принадлежало село комнатному стольнику Ивану Петровичу Матюшкину, в честь которого были даны оба названия. Первую деревянную церковь в селе освятили в 1743 году. В канун отмены крепостного права в Ивановке насчитывалось 264 двора и 1458 жителей. В 1910 году в Ивановке в 398 домохозяйствах проживали 2400 жителей. После 1945 года село являлось центральной усадьбой колхоза «Победа».

## Население
Постоянное население составляло 893 человека в 2002 году (русские 87 %), 849 в 2010.

## Инфраструктура
Большинство домов газифицировано. Функционируют средняя школа и детский сад, дом культуры, фельдшерско-акушерский пункт, частные магазины. Главным сельскохозяйственным предприятием является ООО «Ивановское».

## Достопримечательности
Отреставрированная каменная церковь Иоанна Златоуста.

## Фотогалерея

### Село на фотографиях
- Виды села
- Памятник воинам-землякам
- Река Каналейка
- Школьный двор
- Дом культуры